# 兴隆镇 (临邑县)
兴隆镇，是中华人民共和国山東省德州市临邑县下辖的一个乡镇级行政单位。

## 行政区划
兴隆镇下辖以下地区：
兴隆社区村、小刘社区村、苗屯社区村、唐庙社区村、西袁社区村、彭边社区村、刘辛社区村、王花社区村、祁家社区村、田口社区村、王相社区村、季寨社区村、冯屯社区村、王坊社区村和乔家社区村。